# 恆春臭黃荊
恆春臭黃荊（学名：Premna hengchunensis）为馬鞭草科臭魚木屬下的一个种。

## 扩展阅读
- 維基物種上的相關：恆春臭黃荊